# Рио-ди-Пустерия
Рио-ди-Пустерия (итал. Rio di Pusteria) — коммуна в Италии, располагается в регионе Трентино — Альто-Адидже, в провинции Больцано.
Население составляет 2737 человек (2008 г.), плотность населения составляет 31 чел./км². Занимает площадь 84 км². Почтовый индекс — 39037. Телефонный код — 0472.
Покровительницей коммуны почитается святая Елена, празднование 18 августа .

## Демография
Динамика населения:

## Администрация коммуны
- Официальный сайт: http://www.comune.riodipusteria.bz.it/